# Як-18Т

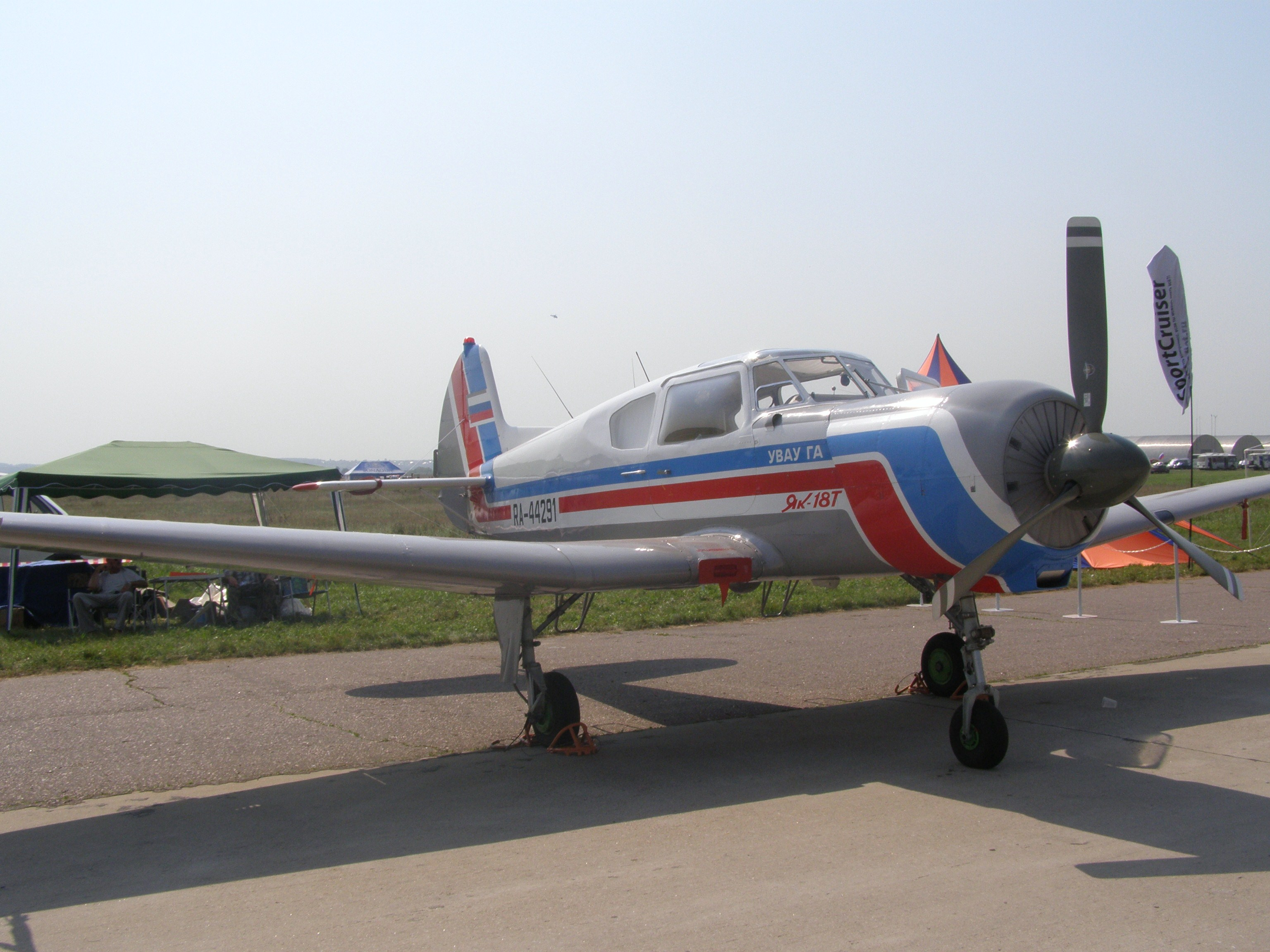
Як-18Т УВАУ ГА, новой, 36 серии на авиасалоне МАКС-2007

Як-18Т — советский лёгкий учебно-тренировочный и пассажирский четырёхместный самолёт с багажником. Як-18Т был создан на базе Як-18 и стал завершающей модификацией в серии Як-18У, Як-18А, Як-18П, Як-18ПМ, Як-18ПС.

## История
Разработка Як-18Т была начата в 1964 году. Первый полёт опытного образца совершён в 1967 году, серийное производство осуществлялось в 1973—1983 годах на Смоленском авиационном заводе.
Всего за этот промежуток в Смоленске произведено 536 Як-18Т, включая опытные и предназначавшиеся для испытаний экземпляры. В 1974 г. был построен санитарный вариант самолёта (заводской N№ 03-05), рассчитанный на перевозку больного на носилках в сопровождении одного врача, но серийное производство этой модификации не было организовано. В ОКБ А. С. Яковлева разрабатывались также варианты самолёта с лыжным и поплавковым шасси, однако до постройки дело не дошло.
Изначально Як-18Т проектировали как многоцелевой, поэтому Министерства лесной промышленности и здравоохранения СССР заказали для своих подразделений по 300 машин. Эти заявки не были удовлетворены, поскольку решением Совмина СССР Як-18Т был принят в качестве учебно-тренировочного самолёта. В течение 10 лет Смоленский авиазавод отправлял свою продукцию только в лётные училища гражданской авиации: Актюбинское, Бугурусланское, Кировоградское, Краснокутское и Сасовское. С середины 70-х годов несколько Як-18т эксплуатировались в Ивановском авиационно-спортивном клубе ДОСААФ.
В 1988 году приказом Министерства гражданской авиации СССР Як-18Т были сняты с эксплуатации. Часть их была утилизирована, а около 200 самолётов были выкуплены по остаточной стоимости энтузиастами. В итоге данный тип самолётов надолго стал наиболее многочисленным в авиации общего назначения в странах СНГ. Некоторое их количество было продано частным лицам за рубеж. Поэтому сегодня Як-18Т можно встретить в разных странах, в частности: в Австралии, США, Бразилии, Новой Зеландии.

Самолет-памятник Як-18Т (Ульяновск).

В 1993 году Смоленский авиационный завод возобновил мелкосерийное производство Як-18Т. Была выпущена серия из 15 единиц для УВАУГА. В дальнейшем выпускались единичные экземпляры.

## Современность
В настоящее время Як-18Т не применяется в учебных заведениях гражданской авиации в качестве самолёта первоначального обучения. В связи с устареванием и износом парка этих самолётов в 2006 году Правительством РФ было принято решение о возобновлении серийного производства модернизированного Як-18Т (серия 36). Модернизация предусматривает замену авионики самолёта на современную, соответствующую новым стандартам, а также ряд конструктивных изменений, включая использование другого воздушного винта и увеличение ёмкости топливных баков. Согласно государственному заказу, в 2007—2008 годах должно быть выпущено 60 самолётов Як-18Т серии 36. В середине 2007 года первые новые самолёты стали поступать в учебные заведения. Однако Як-18Т перестал использоваться в учебных заведениях с 2012 года, ему на смену пришёл более современный DA-40NG

## Характеристики[1](самолётов 36 серии)
- Длина — 8,354 м
- Размах крыла — 11,16 м
- Высота — 3,4 м
- Масса пустого самолёта — 1219 кг
- Максимальная взлётная масса — 1685 кг
- Максимальная полезная нагрузка — 446 кг
- Максимальный запас топлива — 360 кг
- Крейсерская скорость — 210—250 км/ч
- Максимальная скорость — 300 км/ч
- Пробег — 250 м
- Назначенный ресурс самолёта — 7000 лётных часов
- Мощность двигателя М-14П[2] — 360 л. с.

## Модификации
- Як-18СТ — санитарный вариант, имел возможность перевозки 1 больного на носилках и сопровождающего. Закрылки были расположены по всему размаху крыла, органы управления правого лётчика были демонтированы. В 1976 году переоборудован 1 экземпляр.
- СМ-94 — модернизированный вариант, разработанный российской авиастроительной компанией Техноавиа. Выпускается на Смоленском авиационном заводе с 1997 года.
- СМ-2000 — 6-местный многоцелевой самолёт с турбовинтовым двигателем, глубокая модернизация Як-18Т компанией Техноавиа. Выпускается на Смоленском авиационном заводе.

### Проекты
- Як-18Т (грузовой) — не реализованный проект для перевозки почты и небольших грузов
- Як-18Т (лесопатрульный) — нереализованный проект. Предполагался монтаж дополнительного топливного бака в багажном отсеке, была предусмотрена возможность установки лыжного и поплавкового шасси.

### Использование в экспериментах
- Носитель экспериментальных летающих моделей — в 1990 году в ОКБ Яковлева переоборудована одна машина (Як-18Т СССР-44442). Самолёт оснащался подвесной системой под фюзеляжем. Предназначался для транспортировки и сброса летающей модели в горизонтальном полёте на высотах от 1000 до 4000 метров и скоростях 170-180 км/ч.
- Стенд для испытания двигателя  — стенд наземных испытаний двигателя для многоцелевого самолёта Молния-1 разрабатываемого НПО Молния. Переоборудован Як-18Т СССР-44310 в 1992 году.
- Летающая лаборатория — летающая лаборатория использовалась в Лётно-исследовательском институте имени М.М. Громова для отработки элементов системы связи, навигации и системы управления воздушным движением. Переоборудован Як-18Т RF-051, самолёт был показан на МАКС-2005.[3]

## Потери самолётов

### Аварии и катастрофы
| Дата       | Бортовой номер        | Место происшествия                                                         | Жертвы/на борту | Краткое описание |
| ---------- | --------------------- | -------------------------------------------------------------------------- | --------------- | --- |
| 04.10.1976 | 44368                 | Оренбургская область, Бугурусланский район, н. п. Лобовка                  | 4/4             | Выполнял учебный полёт. На заключительном этапе был допущен срыв в штопор на высоте 300—350 метров, предположительно, при выполнении горки или выходе из пикирования. Самолёт зарылся в землю мотором на глубину 60 см (удар о землю произошёл на небольшом свободном участке между домом и двумя деревянными сараями) и загорелся. Ошибка в технике пилотирования.                                                                                 |
| 24.07.1977 | 44392                 | Казахская ССР, Актюбинская область, близ села Каратаусай, Мартукский район | 3/3             | Выполнял учебный полёт. Самолёт потерпел катастрофу на поле кукурузы совхоза «Красный Пахарь» в центре пилотажной зоны № 8, в 1,5 км севернее села Каратаусай Мартукского района. По показаниям очевидцев пилот-инструктор допускал в полётах элементы воздушного хулиганства. |
| 29.08.1979 | 44385                 | Казахская ССР, Актюбинская область, близ а/д Хлебодаровка                  | 2/2             | Учебный полёт. Столкнулся в воздухе с другим учебным Як-18Т. главной причиной лётного происшествия является недоученность курсантов в ведении осмотрительности в полёте. |
| 23.09.1981 | 44470                 | Украинская ССР, Кировоградская область, г. Новомиргород                    | 4/4             | Учебный полёт. В 19:13, на конечном этапе полёта самолёт свалился на левое крыло, столкнулся с землёй в черте г. Новомиргород на пустыре, примыкающем к изгибу реки Большая Высь и разрушился. Наиболее вероятной причиной катастрофы явилось возникновение аварийной ситуации в полёте в результате частичного разрушения кронштейна среднего узла подвески левого элерона, что привело к потере поперечной устойчивости и управляемости самолёта. |
| 24.06.1983 | 44461                 | Саратовская область, Краснокутский район, близ н. п. Чкалово               | 2/2             | Учебный полёт. Через 3 минуты 50 секунд после взлёта экипаж доложил о наборе высоты 800 м и начале выполнения задания. В 10:22:55 на вызов руководителя полётов экипаж не ответил. Самолёт обнаружен полностью разрушенным на ячменном поле в 5 км юго-юго-восточнее н. п. Чкалово Краснокутского района. Вероятной причиной авиационного происшествия явилось попадание постороннего предмета в органы управления руля высоты.                     |
| 18.08.2001 | СА-02189              | Новосибирская область                                                      | 1/1             | В тренировочном полёте на малой высоте, сделав полубочку, по нисходящей дуге столкнулся с землёй. |
| 20.08.2011 | RA-0272G              | Ленинградская область                                                      | 4/4             | Прошёл со снижением над посёлком и в нижней точке, сорвавшись, упал плашмя. |
| 22.07.2012 | RA-0551G              | Липецкая область                                                           | 0/4             | При посадке опрокинулся. |
| 05.08.2012 | Флаг России           | Московская область                                                         | 0/4             | При посадке опрокинулся. |
| 01.09.2012 | RA-44422              | Архангельская область                                                      | 4/4             | Выполняя запрещённый при пассажирах пилотаж, потерял скорость на развороте после горки. |
| 07.11.2012 | RA-44302              | Рязанская область                                                          | 2/2             | Отказ двигателя. Столкновение с землёй при аварийной посадке. |
| 06.01.2013 | RA-1594G (ЕЭВС В-18Т) | Самарская область                                                          | 0/1             | Потеря пилотом пространственной ориентировки, столкновение со льдом. Пилот прав не имел, разрешения на полёт не было. |
| 13.07.2014 | Флаг России           | Рязанская область                                                          | 4/4             | Загорелся в воздухе и упал. |
| 06.09.2014 | RA-44334              | Липецкая область                                                           | 4/4             | Упал с высоты 50 метров. |
| 27.04.2019 | RA-2843G              | Хабаровский край                                                           | 2/2             | Разбился во время тренировочного полёта. |
| 28.06.2025 | RA-0856G              | Московская область                                                         | 4/4             | Двигатель вышел из строя, самолёт вошёл в пике и упал. |